# Джи, Кассем
Кассем Джи (англ. Kassem G, род. 10 октября 1983, Иордания) — видеоблогер на YouTube, актёр, комик. На апрель 2018 года его канал на YouTube имеет около 2,4 млн подписчиков и 445 млн просмотров видеороликов. В июле 2011 и январе 2012 года был приглашённым ведущим в шоу «Equals Three» Рэя Уильяма Джонсона.